# Vanda Lust
Vanda Lust (1994. május 26. –) magyar pornószínésznő.

## Életrajz
A francia Marc Dorcel Fantasies produkciós cégnél dolgozott, amelyhez olyan filmeket készített, mint a 19 Years Young Escort Girl, az Anissa és Lola - Nursing School vagy a My Very First Time.
2015-ben jelölték az XBIZ Awardson "Az év külföldi női művésze" kategóriában.
Mintegy 200 pornófilmben vett részt.

## Fordítás
Ez a szócikk részben vagy egészben  a   Vanda Lust című spanyol Wikipédia-szócikk ezen változatának fordításán alapul.  Az eredeti cikk szerkesztőit annak laptörténete sorolja fel. Ez a jelzés csupán a megfogalmazás eredetét és a szerzői jogokat jelzi, nem szolgál a cikkben szereplő információk forrásmegjelöléseként.